# Centralia (Illinois)
Centralia és una població dels Estats Units a l'estat d'Illinois. Segons el cens del 2000 tenia 14.136 habitants.

## Demografia
Segons el cens del 2000, Centralia tenia 14.136 habitants, 5.784 habitatges, i 3.568 famílies. La densitat de població era de 727,7 habitants/km².
Dels 5.784 habitatges en un 28,1% hi vivien nens de menys de 18 anys, en un 43,1% hi vivien parelles casades, en un 14,6% dones solteres, i en un 38,3% no eren unitats familiars. En el 34,5% dels habitatges hi vivien persones soles el 17% de les quals corresponia a persones de 65 anys o més que vivien soles. El nombre mitjà de persones vivint en cada habitatge era de 2,3 i el nombre mitjà de persones que vivien en cada família era de 2,95.
Per edats la població es repartia de la següent manera: un 24,3% tenia menys de 18 anys, un 8,1% entre 18 i 24, un 25,9% entre 25 i 44, un 22,2% de 45 a 60 i un 19,6% 65 anys o més.
L'edat mediana era de 40 anys. Per cada 100 dones de 18 o més anys hi havia 80,5 homes.
La renda mediana per habitatge era de 31.905 $ i la renda mediana per família de 39.123 $. Els homes tenien una renda mediana de 30.511 $ mentre que les dones 21.967 $. La renda per capita de la població era de 17.174 $. Aproximadament l'11,2% de les famílies i el 14,6% de la població estaven per davall del llindar de pobresa.

## Poblacions més properes
El següent diagrama mostra les poblacions més properes.